# Xantusia sanchezi
Xantusia sanchezi är en ödleart som beskrevs av herpetologen Robert L.  Bezy och Oscar Flores-Villela 1999. Xantusia sanchezi ingår i släktet Xantusia, och familjen nattödlor. IUCN kategoriserar arten globalt som livskraftig. Inga underarter finns listade.

## Utbredning
Xantusia sanchezi förekommer endemiskt i delstaterna Zacatecas och Jalisco, i centrala och västra Mexiko.